# 1962-es Le Mans-i 24 órás verseny
A 30. Le Mans-i 24 órás versenyt 1962. június 23. és június 24. között rendezték meg.

## Végeredmény
|    | Kategória | #  | Csapat                            | Versenyzők                                 | Modell                             | Motor                   | Körök |
| -- | --------- | -- | --------------------------------- | ------------------------------------------ | ---------------------------------- | ----------------------- | ----- |
| 1  | E +3.0    | 6  | SpA Ferrari SEFAC                 | Olivier Gendebien Phil Hill                | Ferrari 330 TRI/LM Spyder          | Ferrari 4.0L V12        | 331   |
| 2  | GT 3.0    | 19 | Pierre Noblet                     | Pierre Noblet Jean Guichet                 | Ferrari 250 GTO                    | Ferrari 3.0L V12        | 326   |
| 3  | GT 3.0    | 22 | Equipe Nationale Belge            | Leon Dernier Jean Blaton                   | Ferrari 250 GTO                    | Ferrari 3.0L V12        | 314   |
| 4  | GT +3.0   | 10 | Briggs Cunningham                 | Briggs Cunningham Roy Salvadori            | Jaguar E-Type Lightweight Roadster | Jaguar 3.8L I6          | 310   |
| 5  | GT +3.0   | 9  | P.J. Sargent                      | Peter Sargent Peter Lumsden                | Jaguar E-Type Lightweight Coupe    | Jaguar 3.8L I6          | 310   |
| 6  | E 3.0     | 17 | North American Racing Team (NART) | Bob Grossman Glenn Roberts                 | Ferrari 250 GTO                    | Ferrari 3.0L V12        | 297   |
| 7  | GT 1.6    | 34 | Porsche System Engineering        | Edgar Barth Hans Herrmann                  | Porsche 356B Abarth                | Porsche 1.6L Flat-4     | 287   |
| 8  | GT 1.3    | 44 | Team Lotus Engineering            | David Hobbs Frank Gardner                  | Lotus Elite Mk14                   | Coventry Climax 1.2L I4 | 286   |
| 9  | GT 3.0    | 21 | SpA Ferrari SEFAC                 | Ed Hugus George Reed                       | Ferrari 250 GT SWB Bertone         | Ferrari 3.0L V12        | 281   |
| 10 | GT 1.3    | 39 | Scuderia St. Ambroeus             | Giancarlo Sala Marcello de Luca di Lizzano | Alfa Romeo Giulietta Zagato SVZ    | Alfa Romeo 1.3L I4      | 281   |
| 11 | GT 1.3    | 45 | Team Lotus Engineering            | Clive Hunt Dr. John Wyllie                 | Lotus Elite Mk14                   | Coventry Climax 1.2L I4 | 278   |
| 12 | GT 1.6    | 35 | Auguste Veuillet                  | Robert Buchet Heinz Schiller               | Porsche 356B Abarth                | Porsche 1.6L Flat-4     | 272   |
| 13 | GT 2.0    | 29 | Morgan Motor Company              | Chris J. Lawrence Richard Shepard-Baron    | Morgan +4                          | Triumph 2.0L I4         | 270   |
| 14 | E 1.3     | 43 | Equipe Nationale Belge            | Claude Dubois Georges Harris               | Abarth-Simca 1300 Bialbero         | Simca 1.3L I4           | 268   |
| 15 | GT 1.6    | 32 | Sunbeam Talbot                    | Peter Harper Peter Procter                 | Sunbeam Alpine                     | Sunbeam 1.6L I4         | 268   |
| 16 | E 850     | 53 | Panhard & Levassor                | André Guilhaudin Alain Bertaut             | CD Dyna Coupe                      | Panhard 0.7L Flat-2     | 255   |
| 17 | E 1.15    | 46 | Société Automobiles René Bonnet   | Bernard Costen José Rosinski               | René Bonnet Djet                   | Renault 1.0L I4         | 255   |
| 18 | E 850     | 50 | Société Automobiles René Bonnet   | Paul Armagnac Gérard Laureau               | René Bonnet Djet 2 Spider          | Renault 0.7L I4         | 253   |

## Nem ért célba
|    | Kategória | #  | Csapat                            | Versenyzők                             | Modell                              | Motor                   | Körök |
| -- | --------- | -- | --------------------------------- | -------------------------------------- | ----------------------------------- | ----------------------- | ----- |
| 19 | E 3.0     | 27 | SpA Ferrari SEFAC                 | Giancarlo Baghetti Ludovico Scarfiotti | Ferrari Dino 268SP                  | Ferrari 2.6L V8         | 230   |
| 20 | E 1.6     | 37 | Automobili O.S.C.A.               | George Arents José Behra               | O.S.C.A. 1600GT Zagato              | O.S.C.A. 1.6L I4        | 227   |
| 21 | GT 1.3    | 40 | Scuderia St. Ambroeus             | Karl Foitek Riccardo Ricci             | Alfa Romeo Giulietta Zagato SVZ     | Alfa Romeo 1.3L I4      | 225   |
| 22 | GT 3.0    | 24 | Ecurie Chiltern                   | Sir John Whitmore Bob Olthoff          | Austin-Healey 3000                  | BMC 2.9L I6             | 212   |
| 23 | GT 3.0    | 23 | Fernand Tavano                    | Fernand Tavano André Simon             | Ferrari 250 GTO                     | Ferrari 3.0L V12        | 202   |
| 24 | GT 1.6    | 33 | Sunbeam Talbot                    | Paddy Hopkirk Peter Jopp               | Sunbeam Alpine                      | Sunbeam 1.6L I4         | 187   |
| 25 | E +3.0    | 2  | Briggs Cunningham                 | Bruce McLaren Walt Hansgen             | Maserati Tipo 151/1                 | Maserati 3.9L V8        | 177   |
| 26 | E 3.0     | 28 | SpA Ferrari SEFAC                 | Ricardo Rodríguez Pedro Rodríguez      | Ferrari Dino 246SP                  | Ferrari 2.4L V6         | 174   |
| 27 | GT 3.0    | 58 | Scuderia SSS Republica di Venezia | Nino Vaccarella Giorgio Scarlatti      | Ferrari 250 GTO                     | Ferrari 3.0L V12        | 172   |
| 28 | E 850     | 56 | Roger Masson                      | Roger Masson Teodore Zeccoli           | Fiat-Abarth 700 TwinCam             | Fiat 0.7L I4            | 171   |
| 29 | GT 3.0    | 20 | UDT / Laystall Racing Team        | Innes Ireland Masten Gregory           | Ferrari 250 GTO                     | Ferrari 3.0L V12        | 165   |
| 30 | E +3.0    | 4  | Maserati France                   | Maurice Trintignant Lucien Bianchi     | Maserati Tipo 151/1                 | Maserati 3.9L V8        | 152   |
| 31 | GT +3.0   | 1  | / Scuderia Scirocco               | Tony Settember John Turner             | Chevrolet Corvette                  | Chevrolet 5.4L V8       | 150   |
| 32 | E 3.0     | 18 | North American Racing Team (NART) | Peter Ryan John Fulp                   | Ferrari 250 TRI/61                  | Ferrari 3.0L V12        | 150   |
| 33 | GT +3.0   | 12 | Jean Kerguen                      | Jean Kerguen Jacques Dewes             | Aston Martin DB4 GT Zagato          | Aston Martin 3.8L I6    | 134   |
| 34 | E 850     | 55 | Panhard & Levassor                | Guy Verrier Bernard Boyer              | CD Dyna                             | Panhard 0.7L Flat-2     | 128   |
| 35 | GT +3.0   | 14 | Mike Salmon                       | Mike Salmon Ian Baille                 | Aston Martin DB4 GT Zagato          | Aston Martin 3.8L I6    | 124   |
| 36 | E 850     | 51 | Abarth Corse & Cie                | Régis Fraissinet Paul Condrillier      | Fiat-Abarth 700S TwinCam            | Fiat 0.7L I4            | 115   |
| 37 | E 1.6     | 38 | Marcos Cars                       | John Hine Richard N. Prior             | Marcos GT Gullwing                  | Ford 1.5L I4            | 81    |
| 38 | E 3.0     | 25 | Ecurie Ecosse                     | Jack Fairman Tom Dickson               | Tojeiro EE                          | Coventry Climax 2.5L I4 | 80    |
| 39 | E +3.0    | 11 | David Brown Racing Dept.          | Graham Hill Richie Ginther             | Aston Martin DP212                  | Aston Martin 4.0L I6    | 78    |
| 40 | E 850     | 54 | Panhard & Levassor                | Pierre Lelong Jean-Pierre Hanrioud     | CD Dyna Coupe                       | Panhard 0.7L Flat-2     | 73    |
| 41 | E +3.0    | 3  | Briggs Cunningham                 | William Kimberley Richard Thompson     | Maserati Tipo 151/1                 | Maserati 3.9L V8        | 62    |
| 42 | E 1.3     | 41 | Abarth Corse & Cie                | Roger Delageneste Jean Rolland         | Abarth-Simca 1300 Bialbero          | Simca 1.3L I4           | 60    |
| 43 | E +3.0    | 7  | SpA Ferrari SEFAC                 | Mike Parkes Lorenzo Bandini            | Ferrari 330LM GTO                   | Ferrari 4.0L V12        | 56    |
| 44 | GT +3.0   | 8  | Maurice Charles                   | Maurice Charles John Coundley          | Jaguar E-Type                       | Jaguar 3.8L I6          | 53    |
| 45 | GT 2.0    | 60 | Andres Chardonnet                 | Jean-Claude Magne Maurice Martin       | AC Ace                              | Bristol 2.0L I6         | 49    |
| 46 | E 3.0     | 59 | Equipe Nationale Belge            | Georges Berger Robert Darville         | Ferrari 250 GT SWB                  | Ferrari 3.0L V12        | 35    |
| 47 | GT 1.6    | 30 | Porsche System Engineering        | Ben Pon Carel Godin de Beaufort        | Porsche 356B Abarth                 | Porsche 1.6L Flat-4     | 35    |
| 48 | E 3.0     | 16 | Scuderia SSS Republica di Venezia | Carlo Maria Abate Colin Davis          | Ferrari 250 GT SWB Drogo "Breadvan" | Ferrari 3.0L V12        | 30    |
| 49 | E 3.0     | 15 | Scuderia SSS Republica di Venezia | Jo Bonnier Dan Gurney                  | Ferrari 250 TRI/61                  | Ferrari 3.0L V12        | 30    |
| 50 | E 1.3     | 62 | Abarth Corse & Cie                | Gianni Balzarini Franz Albert          | Abarth-Simca 1300 Bialbero          | Simca 1.3L I4           | 30    |
| 51 | E 1.3     | 42 | Abarth Corse & Cie                | Henri Oreiller Tom Spychinger          | Abarth-Simca 1300 Bialbero          | Simca 1.3L I4           | 21    |
| 52 | E 850     | 61 | Automobiles René Bonnet           | Jean-Claude Vidilles Jean Vinatier     | René Bonnet Djet                    | Renault 0.7L I4         | 13    |
| 53 | E 850     | 52 | Abarth Corse & Cie                | Herbert Demetz Mario Bianchi           | Fiat-Abarth 700S TwinCam            | Fiat 0.7L I4            | 12    |
| 54 | E 1.6     | 36 | Automobili O.S.C.A.               | John Bentley John S. Gordon            | O.S.C.A. 1600GT Zagato              | O.S.C.A. 1.6L I4        | 12    |
| 55 | E 2.0     | 31 | TVR Cars                          | Peter Bolton Ninian Sanderson          | TVR Grantura                        | BMC 1.6L I4             | 3     |

## Érdekesség
- Az autó, amellyel Phil Hill és Olivier Gendebien megnyerték a futamot, 2007 májusában egy aukción 9,28 millió dolláros áron cserélt gazdát.[1]